# Den vilda vinden
Den vilda vinden är ett seriealbum om pälsjägaren Buddy Longway. Utgiven i original 1984 och på svenska 1984. Svensk text av Lennart Hartler.

## Handling
En storm - en chinook, vild vind - för den resande Buddy Longway samman med paret Gregor och Mariska Comonczy, nybyggare från Ungern. Han erbjuder sig att vara vägvisare en bit på vägen. När de möter några indianer, visar det sig att de tror att indianer är kringströvande banditer. Buddy räddar situationen, och berättar sedan för dem om sin hustru Chinook och hennes barndom och hur hon hamnade som slav till två guldgrävare, som Buddy räddade henne ifrån i första albumet.
De möter den franska etnologen Xavier Baron och de fortsätter resan tillsammans.

## Återkommande karaktärer
- Gregor Comonczy
- Mariska Comonczy
- Xavier Baron